# اتفاق وقف إطلاق النار في غزة 2025
اتُفق على تبادل الأسرى والهدنة بين إسرائيل وحركة المقاومة الإسلامية (حماس) في 15 يناير 2025 لإنهاء الحرب الفلسطينية الإسرائيلية، ودخل الاتفاق حيز التنفيذ في 19 يناير. صيغ المقترح أولاً بواسطة وسطاء من الولايات المتحدة ومصر وقطر، وقبلته حماس في 5 مايو 2024، وقدمه الرئيس الأمريكي حينها جو بايدن في 31 مايو. بحلول يناير 2025، وافق الطرفان الإسرائيلي والفلسطيني على مقترح مماثل. يتضمن المقترح ثلاث مراحل تبدأ بوقف إطلاق النار لمدة ستة أسابيع، والإفراج عن جميع الأسرى الإسرائيليين مقابل بعض الأسرى الفلسطينيين، ثم وقف دائم لإطلاق النار، وانسحاب إسرائيل من غزة، وعملية إعمار تستمر من 3 إلى 5 سنوات.
في المرحلة الأولى، تطلق حماس 33 إسرائيليًا (معظمهم من النساء)، مقابل إطلاق إسرائيل 30-50 فلسطينيًا (بدءًا بالنساء والأطفال) عن كل إسرائيلي. خلال هذه المرحلة، يتوجب على إسرائيل السماح بكميات "كافية" من المساعدات الإنسانية، وعودة النازحين الفلسطينيين إلى منازلهم، وبدء انسحاب تدريجي من قطاع غزة. أثناء المرحلة الأولى، تبدأ المفاوضات لوقف دائم للأعمال العدائية. في المرحلة الثانية، تقبل إسرائيل بوقف دائم لإطلاق النار وتطلق حماس الأسرى الذكور المتبقين (مدنيين وعسكريين) مقابل إطلاق إسرائيل سراح الأسرى الفلسطينيين. في المرحلة الثالثة، ستفرج حماس عن جثث الأسرى المتوفين. وفق مقترح 5 مايو، تلتزم إسرائيل برفع الحصار عن غزة، لكن هذا البند لم يذكر في مقترح 31 مايو.
قبلت حماس الصفقة في 5 مايو، وفي 10 يونيو أيد مجلس الأمن الدولي المقترح كـالقرار 2735. لاحقًا في 2024، اتُهم رئيس الوزراء الإسرائيلي بنيامين نتنياهو بعرقلة الصفقة، بينما اتهم مسؤولون أمريكيون حماس بالمماطلة. بعد انتخابه، ضغط دونالد ترامب على الجانب الإسرائيلي لقبول الصفقة، بينما نال فريق بايدن أيضًا نصيبًا من الفضل. في 17 يناير 2025، أقرت لجنة الأمن الوزارية الإسرائيلية ثم الحكومة بأكملها الصفقة، ووقعها المفاوضون.
شهدت الصفقة ثماني جولات من تبادل الأسرى بين إسرائيل وحماس. منذ دخول اتفاق وقف إطلاق النار حيز التنفيذ، وُجهت اتهامات مستمرة لإسرائيل بانتهاكه، من خلال قتل الفلسطينيين بشكل شبه يومي وعرقلة وصول المساعدات منذ دخول وقف إطلاق النار حيز التنفيذ. من جانبها، اتهمت إسرائيل حماس بانتهاك الصفقة عبر التأخير في تقديم أسماء الأسرى. وفي الليلة الواقعة بين 26 و27 كانون الثاني/يناير، أرسلت حماس القائمة إلى إسرائيل.
في 10 فبراير، أعلنت حماس تعليق إطلاق سراح الأسرى الإسرائيليين، مشيرة إلى انتهاكات إسرائيلية، مما أدى إلى تهديدات من الرئيس الامريكي الحالي دونالد ترامب ورئيس الوزراء الإسرائيلي بنيامين نتنياهو ردًا على ذلك.
في 13 فبراير، ألغت حماس تعليق تبادل الأسرى، مشيرة إلى أن الوسطاء المصريين والقطريين سيشرفون على الجوانب الإنسانية لاتفاق الهدنة، وفي 15 فبراير أطلقت حماس سراح الأسرى الإسرائيليين كما تم الاتفاق عليه.
في 21 فبراير، أعادت حماس إلى إسرائيل جثمان شيري بيباس، بعد أن سلمت جثمانًا خاطئًا في اليوم السابق. في 22 فبراير 2025، أطلقت حماس سراح ستة أسرى أحياء وفقًا لما تم الاتفاق عليه، لكن إسرائيل رفضت الإفراج عن 620 أسيرًا فلسطينيًا، وأعلنت تأجيلًا غير محدد للإفراج، متهمة حماس بانتهاك الصفقة مرارًا. وأيد البيت الأبيض قرار إسرائيل تأجيل إطلاق سراح الأسرى الفلسطينيين.
في 25 فبراير، توصلت إسرائيل وحماس إلى اتفاق لتبادل جثث الأسرى الإسرائيليين الذين تم الاتفاق على تسليمهم خلال المرحلة الأولى مقابل إطلاق مئات الأسرى الفلسطينيين دون مراسم علنية.
في 1 مارس، وهو اليوم الذي كان من المقرر أن تنتهي فيه المرحلة الأولى من وقف إطلاق النار، رفضت حماس اقتراحًا إسرائيليًا بتمديد المرحلة وإطلاق المزيد من الأسرى. وأكدت حماس أن المرحلة الثانية يجب أن تمضي كما تم الاتفاق عليها في الأصل.
صرح مكتب نتنياهو بأن إسرائيل وافقت على خطة أمريكية لتمديد الهدنة في غزة خلال فترتي رمضان وعيد الفصح. وبموجب هذه الخطة، سيتم إطلاق نصف الأسرى الأحياء والأموات في اليوم الأول من الهدنة الممتدة، وسيتم إطلاق بقية الأسرى في نهاية الفترة إذا تم التوصل إلى وقف إطلاق نار دائم. وذكرت المصادر أن الاتفاق الأولي سمح لإسرائيل باستئناف الحرب في أي لحظة بعد 1 مارس إذا اعتبرت المفاوضات غير فعالة.
بعد رفض حماس تمديد وقف إطلاق النار وفقًا للخطة الأمريكية، أوقفت إسرائيل دخول المساعدات إلى غزة في اليوم التالي، 2 مارس.
أدان الوسطاء مصر وقطر، بالإضافة إلى الأمم المتحدة، الحصار المفروض على المساعدات الإنسانية، معتبرين أنه انتهاك لوقف إطلاق النار، والذي نص على أن المرحلة الأولى سيتم تمديدها تلقائيًا طالما أن مفاوضات المرحلة الثانية مستمرة.
في فجر يوم الثلاثاء 18 مارس 2025، شنَّت إسرائيل هجوماً جويًّا واسعاً على جميع أنحاء قطاع غزة، معلنةً بذلك انهيار وقف إطلاق النار قبل التوصل للمرحلة الثانية، واستئناف العدوان على غزة، وشنَّت طائرات الاحتلال الإسرائيلي عدواناً واسع النطاق أسفر عن استشهاد أكثر من 300 فلسطيني وجرح المئات في أول ثلاث ساعات.

## خلفية

### وقف إطلاق النار الأولي والوساطة
في أعقاب الهجوم الذي قادته حماس عام 2023 على إسرائيل وإعلان إسرائيل الحرب على حماس، بدأت مصر والأردن بتنسيق الرد لتجنب تصعيد الصراع. وقد أثيرت محاولات للتوصل إلى وقف لإطلاق النار في مجلس الأمن التابع للأمم المتحدة في أكتوبر/تشرين الأول؛ وطلبت إسرائيل استقالة الأمين العام للأمم المتحدة أنطونيو غوتيريش بعد أن وصف الانتقام الإسرائيلي بأنه عقاب جماعي غير مبرر.

### إقتراح وقف إطلاق النار على ثلاث مراحل
اقتراح وقف إطلاق النار بين إسرائيل وحماس على ثلاث مراحل هو هدنة مقترحة لإنهاء الحرب الفلسطينية الإسرائيلية 2023 وإعادة إعمار قطاع غزة. تمت صياغة الاتفاق في البداية من قبل وسطاء من مصر وقطر وأيدته حماس، ثم اقترحته إسرائيل لاحقًا وأعلنت عنه الولايات المتحدة. الاقتراح عبارة عن مبادرة متسلسلة من ثلاث مراحل، تبدأ بوقف إطلاق النار لمدة ستة أسابيع، والإفراج عن الرهائن الإسرائيليين والمعتقلين الفلسطينيين، والمفاوضات للتوصل إلى وقف دائم لإطلاق النار، يليه انسحاب إسرائيل من غزة، وتنتهي بعملية إعادة الإعمار التي تستمر من ثلاث إلى خمس سنوات.
في مارس 2024، ناقش مدير وكالة المخابرات المركزية ويليام ج. بيرنز صفقة الرهائن مع مدير الموساد دافيد برنياع. في ذلك الشهر، بدأت إسرائيل وحماس مفاوضات بشأن الرهائن للمرة الأولى منذ ديسمبر/كانون الأول 2023، عندما وصلت المناقشات بين مصر وقطر إلى طريق مسدود. وفي أعقاب الهجوم على قافلة المساعدات التابعة للمطبخ المركزي العالمي في إبريل/نيسان، تكثفت الجهود للتوصل إلى اتفاق لوقف إطلاق النار؛ وتحدث الرئيس الأمريكي جو بايدن مع رئيس الوزراء الإسرائيلي بنيامين نتنياهو لتوبيخ إسرائيل على الهجوم. قدمت الولايات المتحدة اقتراحًا بإطلاق سراح أربعين رهينة مقابل وقف إطلاق النار لمدة ستة أسابيع. ولمحت إسرائيل إلى استعدادها لاستعادة "الهدوء المستدام" في غزة في إطار اقتراح قدمته المخابرات المصرية والمفاوضون الإسرائيليون.
في 6 مايو، قبلت حماس اتفاق وقف إطلاق النار المصري القطري على ثلاث مراحل. وبعد ساعات، أمرت إسرائيل بإخلاء رفح وبدأت هجوما عسكريا على المدينة. وبعد أسابيع، التقى بارنيع وبيرنز ورئيس الوزراء القطري محمد بن عبد الرحمن آل ثاني في باريس لاستعادة المفاوضات. في 31 مايو، أعلن بايدن عن اتفاق لوقف إطلاق النار على ثلاث مراحل صاغته حكومة الحرب الإسرائيلية. وأعربت حماس عن اهتمامها بالاتفاق. وفي اليوم التالي، أعلن نتنياهو أن إسرائيل لن توافق على وقف دائم لإطلاق النار إذا احتفظت حماس بقدرتها على الحكم والقيام بعمليات عسكرية. الاقتراح الإسرائيلي، على عكس الاتفاق المصري القطري، يغفل الالتزام بوقف الحصار الشامل على غزة.
بعد الغزو الإسرائيلي لقطاع غزة، رفض رئيس الوزراء الإسرائيلي بنيامين نتنياهو وقف إطلاق النار، مساويا وقف القتال بالاستسلام لحماس والإرهاب. قدم وزير الخارجية الأمريكي أنتوني بلينكن "وقفات إنسانية" لدول المنطقة لكنه ذكر أن وقف إطلاق النار سيسمح لحماس ببدء هجوم ثانٍ على إسرائيل. وكان الاتفاق على وشك التوصل إليه، ولكن تم خسارته بعد الغزو الإسرائيلي لغزة.
وفي مؤتمر صحفي عُقد في نوفمبر/تشرين الثاني، صرح نتنياهو بأن وقف إطلاق النار سيتطلب عودة الرهائن الإسرائيليين الذين احتجزوا أثناء الهجوم. كثفت المملكة العربية السعودية والأردن ومصر جهودها للتوصل إلى وقف لإطلاق النار. وفي القمة العربية الإسلامية الاستثنائية المشتركة، حثت إيران والمملكة العربية السعودية على وقف إطلاق النار. ذكرت صحيفة واشنطن بوست في 18 نوفمبر أن الولايات المتحدة تقترب من اتفاق لإطلاق سراح الرهائن ووقف القتال، والذي تمت صياغته خلال المناقشات في الدوحة، قطر. وفي 22 نوفمبر/تشرين الثاني، قامت إسرائيل وحماس بتبادل الرهائن بسجناء وعقدتا وقفاً لإطلاق النار لمدة أربعة أيام. كان للرئيس الأمريكي جو بايدن دور حاسم في استعادة المفاوضات، وفقًا لصحيفة وول ستريت جورنال. مددت إسرائيل وحماس وقف إطلاق النار لمدة يومين إضافيين وأطلقت سراح المزيد من الرهائن والمحتجزين، لكن إسرائيل استأنفت هجومها بعد أن لم يتمكن الوسطاء القطريون من حل الخلافات حول الشروط.
بدأت الحكومة الأمريكية في حث إسرائيل وحماس على التفاوض، وفقًا لمنسق الاتصالات الاستراتيجية لمجلس الأمن القومي جون كيربي. وفي ديسمبر/كانون الأول، قدمت مصر خطة لوقف إطلاق النار، حصلت عليها وكالة أسوشيتد برس، تقضي بإطلاق سراح الرهائن تدريجياً وتشكيل حكومة فلسطينية لإدارة غزة والضفة الغربية المحتلة، والتخلي عن السيطرة على حماس.
بعد عدة أيام، أفادت الإذاعة الوطنية العامة (NPR) عن مقترح منقح من شأنه إزالة الإشارات إلى الحكم في غزة والضفة الغربية المحتلة. فشلت الجهود المبذولة في مجلس الأمن التابع للأمم المتحدة في تقديم وقف لإطلاق النار بسبب المخاوف المتعلقة بمراقبة المساعدات من قبل الأمم المتحدة. وبحلول يناير/كانون الثاني، أعرب العديد من القادة الإسرائيليين عن اعتقادهم بأن إطلاق سراح الرهائن لا يمكن تحقيقه إلا من خلال الدبلوماسية، وفقًا لصحيفة نيويورك تايمز؛ صرح الجنرال جادي آيزنكوت علنًا أنه يجب على إسرائيل "إنقاذ المدنيين قبل قتل العدو".

### مزيد من مفاوضات وقف إطلاق النار
طوال شهر يناير/كانون الثاني 2024، اقترح الوسطاء المصريون والقطريون عدة مقترحات، تراوحت مدتها من أسابيع إلى أشهر. وذكر مسؤولو حماس أن الرهائن المتبقين، الذين يقدر عددهم بأكثر من مائة، سيتم إطلاق سراحهم إذا عُرض وقف إطلاق نار مناسب وشامل. ورفض نتنياهو وقفا دائما لإطلاق النار إذا سمح لحماس بحكم غزة. واقترح المسؤولون الإسرائيليون وقفاً دائماً لإطلاق النار إذا ذهب قادة حماس إلى المنفى، وهو الاتفاق الذي عارضته حماس. في 25 يناير، أعلنت الولايات المتحدة أن مدير وكالة المخابرات المركزية ويليام بيرنز سيجتمع مع مسؤولين إسرائيليين ومصريين وقطريين. ووفقاً للولايات المتحدة، اقترحت إسرائيل وقف إطلاق النار لمدة ستين يوماً. وفي المناقشات، ناقش المسؤولون تبادل الرهائن، وتعزيز السلطة الفلسطينية، وتحسين العلاقات بين إسرائيل والمملكة العربية السعودية مقابل دعم الدولة الفلسطينية.
وفي أعقاب الاجتماع في باريس، صرح الزعيم السياسي لحماس، إسماعيل هنية، أن المنظمة تدرس التوصل إلى اتفاق، لكنها ظلت ملتزمة بانسحاب القوات الإسرائيلية من غزة، وهو الطلب الذي رفضه نتنياهو. وأفادت قناة الأقصى أن حماس واصلت مناقشة الاقتراح حتى 4 فبراير عندما وصل أنتوني بلينكن إلى المملكة العربية السعودية لتقديم إطار عمل لوقف إطلاق النار. وفي لقاء مع الوزير الإسرائيلي بدون حقيبة بيني غانتس، حثت نائبة الرئيس الأمريكي كامالا هاريس على وقف إطلاق النار والإفراج عن الرهائن. وبحلول 7 مارس/آذار، لم يبدو أن مناقشات وقف إطلاق النار قد أحرزت أي تقدم. وبحسب موقع أكسيوس، أعطت حماس الأولوية لإعادة الفلسطينيين إلى شمال غزة في المناقشات. في الفترة التي سبقت شهر رمضان، كثف الوسطاء من الولايات المتحدة ومصر وقطر جهودهم للتوصل إلى وقف لإطلاق النار؛ التقى بيرنز ببرنيع في الأردن في 8 مارس/آذار لمناقشة صفقة الرهائن. ورفض نتنياهو عرض حماس المضاد ووصفه بأنه "سخيف"، لكنه ظل منفتحًا على التفاوض.
وفي 18 مارس/آذار، بدأت إسرائيل وحماس المفاوضات للمرة الأولى منذ ديسمبر/كانون الأول. وخففت حماس من مطالبها، وألغت اتفاق وقف إطلاق النار الدائم. أدى تحذير الأمم المتحدة من مجاعة وشيكة إلى تعزيز المناقشات للتوصل إلى وقف لإطلاق النار. امتنعت الولايات المتحدة عن التصويت على قرار مجلس الأمن التابع للأمم المتحدة رقم 2728، وهو القرار الذي يطالب بوقف إطلاق النار خلال شهر رمضان والإفراج غير المشروط عن الرهائن، مما يسمح بتمرير التصويت ولكنه يخلق صراعًا مع نتنياهو. بحلول 26 مارس، توقفت المفاوضات. اتهمت إسرائيل حماس بتعطيل المناقشات، بتشجيع من امتناع الولايات المتحدة عن التصويت على القرار رقم 2728. اجتمع بيرنز والشيخ محمد وبورنيا ومسؤولون مصريون في الدوحة لمناقشة اقتراح يتضمن زيادة عدد السجناء الفلسطينيين المفرج عنهم. في 19 يناير 2025، أعلن مكتب رئيس الوزراء الإسرائيلي، بنيامين نتنياهو، أن وقف إطلاق النار في غزة بدأ الساعة 11:15 صباحًا بالتوقيت المحلي (9:15 بتوقيت غرينتش).
ووفقًا لبيان صادر عن الحكومة الإسرائيلية، فقد تسلمت السلطات قائمة بأسماء المحتجزات اللواتي سيتم الإفراج عنهن في إطار اتفاق غزة، مشيرة إلى أن الأجهزة الأمنية تعمل على التحقق من التفاصيل.

### هجوم قافلة المساعدات وتغيير سياسة الولايات المتحدة
وفي 1 إبريل/نيسان، أدت الغارات الإسرائيلية على قافلة مساعدات تابعة للمطبخ المركزي العالمي إلى مقتل سبعة عمال. وأدان بايدن الهجوم، قائلاً إن إسرائيل "لم تفعل ما يكفي لحماية المدنيين". وفي مكالمة هاتفية بعد ثلاثة أيام من الغارات، طلب بايدن من نتنياهو أن يسعى إلى "وقف فوري لإطلاق النار"، محذرًا من أن الولايات المتحدة قد تغير سياستها بشأن الحرب إذا لم تلتزم إسرائيل بمطالبه. وحث بايدن مصر وقطر على الضغط على حماس للتوصل إلى وقف مؤقت لإطلاق النار وإطلاق سراح الرهائن. في 7 أبريل، سحبت إسرائيل فرقة المظليين 98 من خان يونس، مما أدى إلى تقليص الوجود الإسرائيلي في جنوب غزة بشكل كبير. ووفقاً لوزير الدفاع الإسرائيلي يوآف غالانت، كان المقصود من الانسحاب إعادة تخصيص الموارد لغزو رفح المخطط له.

## الموافقات

### أبريل إلى مايو: المقترح المصري القطري
في 8 أبريل 2024، قدم مدير وكالة المخابرات المركزية ويليام ج. بيرنز اقتراحًا بالإفراج عن أربعين رهينة مقابل وقف إطلاق النار لمدة ستة أسابيع إلى مدير الموساد دافيد برنياع ورئيس الوزراء القطري محمد بن عبد الرحمن بن جاسم آل ثاني ومدير جهاز المخابرات العامة عباس كامل. ورفض المتحدث باسم حماس، باسم نعيم، الاقتراح ووصفه بأنه "أسوأ من الاقتراحات السابقة". وشكك الشيخ محمد علناً في دور قطر كوسيط، مشيراً إلى الإهانات و"الاستغلال من أجل مصالح سياسية ضيقة". وفي مركز جورج بوش الابن الرئاسي، اتهم بيرنز حماس بـ "الوقوف في طريق حصول المدنيين الأبرياء في غزة على المساعدات الإنسانية" بعد أن رفضت المنظمة صفقته.
في 27 أبريل، تلقت حماس اقتراحًا إسرائيليًا لوقف إطلاق النار؛ وفقًا لموقع آكسيوس، أشار الاتفاق إلى "الهدوء المستدام" في غزة بعد إطلاق سراح الرهائن الأولي. صرح الوزير الإسرائيلي بدون حقيبة، بيني غانتس، أن إسرائيل يمكن أن توقف توغلها المخطط له في رفح إذا تمكنت حماس من تأمين إطلاق سراح الرهائن. وبعد يومين، بدت إسرائيل مستعدة لقبول إطلاق سراح مبدئي لثلاثة وثلاثين رهينة، حيث كرر الرئيس الأمريكي جو بايدن دعوته لدعم حماس للاقتراح الإسرائيلي لمصر وقطر. ظهر وزير الخارجية الأمريكي أنتوني بلينكن في الرياض بالمملكة العربية السعودية لحشد الدعم لوقف إطلاق النار من أعضاء مجلس التعاون الخليجي. وتعهد رئيس الوزراء الإسرائيلي بنيامين نتنياهو بغزو رفح بغض النظر عن وقف إطلاق النار.
رفضت حماس الاقتراح الإسرائيلي في 1 مايو/أيار. وعرضت إسرائيل السماح للفلسطينيين بالعودة إلى شمال غزة، بحسب صحيفة نيويورك تايمز. وقال إسماعيل هنية، الزعيم السياسي لحماس، على تيليجرام، في 2 مايو/أيار، إن الحركة تنظر إلى الاقتراح "بروح إيجابية" وتخطط لإرسال مندوب إلى مصر. ووفقاً لرسالة نصية حصلت عليها صحيفة نيويورك تايمز، كتب القائد العسكري السابق لحماس حسام بدران بعد يومين أن ممثلي المنظمة تعاملوا مع الاقتراح الإسرائيلي "بإيجابية كبيرة". توقفت المناقشات بحلول 5 مايو/أيار بسبب "أزمة" مزعومة خلال فترة وقف إطلاق النار؛ طلبت حماس وقفًا دائمًا لإطلاق النار، في حين كان نتنياهو منفتحًا على وقف مؤقت لإطلاق النار فقط.

### من مايو إلى يونيو: الاقتراح الإسرائيلي وقرار مجلس الأمن التابع للأمم المتحدة
في 31 مايو 2024، أعلن بايدن عن اقتراح صاغته حكومة الحرب الإسرائيلية في غرفة الطعام الرسمية بالبيت الأبيض، مؤيدًا الخطة. ووفقاً لقناة الجزيرة، فإن الاقتراح الإسرائيلي يكاد يكون مطابقاً للاتفاق المصري القطري. وقد شاركت الولايات المتحدة الخطة مع حماس عبر قطر. وتحدث بلينكن مع نظرائه في مصر وقطر والإمارات العربية المتحدة لحشد الدعم لهذا الاقتراح. أصدرت الولايات المتحدة ومصر وقطر بيانًا مشتركًا في 1 يونيو/حزيران يحث إسرائيل وحماس على وضع اللمسات الأخيرة على اتفاق. بحسب صحيفة وول ستريت جورنال، فإن نوايا زعيم حماس يحيى السنوار لتأمين استمرارية المنظمة تتعارض مع نوايا إسرائيل لهزيمة حماس. صرح المتحدث باسم مجلس الأمن القومي الأمريكي جون كيربي أن إسرائيل ستوافق على الاقتراح إذا قبلت حماس الصفقة.
ووفقا لمسؤولين أمريكيين، فإن نتنياهو غير مستعد لدعم وقف إطلاق النار والإفراج عن الرهائن خشية أن يفقد رئاسته للوزراء. أبدت حماس اهتمامها بالعمل ضمن اقتراح يتضمن انسحاب القوات الإسرائيلية، وهدنة دائمة، وعودة الفلسطينيين، وتبادل الأسرى. في 1 يونيو، صرح نتنياهو أن الحرب لن تنتهي حتى يتم هزيمة حماس عسكريًا وعملياتيًا، والوقف الدائم لإطلاق النار باعتباره "أمرًا غير قابل للتنفيذ". في 2 يونيو، صرح أحد مساعدي نتنياهو أن إسرائيل وافقت على اقتراح بايدن لوقف إطلاق النار على ثلاث مراحل، لكنه احتفظ بأنها "ليست صفقة جيدة".
وفي 10 يونيو/حزيران، اعتمد مجلس الأمن التابع للأمم المتحدة القرار رقم 2735 الذي يدعم اقتراح 31 مايو/أيار، مشيراً إلى قبول إسرائيل له ودعا حماس إلى قبول الاتفاق المقترح أيضاً.

## أحكام الاقتراح
ينقسم الاقتراح إلى ثلاث مراحل، مدة كل منها 42 يومًا (ستة أسابيع). وتتمثل أهدافها في إطلاق سراح جميع الأسرى الإسرائيليين، سواء كانوا مدنيين أو عسكريين، أحياء أو متوفين؛ إطلاق سراح عدد من الأسرى الفلسطينيين؛ عودة "الهدوء المستدام"؛ وإنهاء الاحتلال الإسرائيلي والحصار على قطاع غزة.

### المرحلة الأولى
وفي هذه المرحلة ستطلق حماس سراح 33 أسيراً إسرائيلياً. ستبدأ بإطلاق سراح جميع الأطفال الإسرائيليين الأحياء (أقل من 19 عامًا)، وجميع النساء المدنيات الأحياء، وجميع الإسرائيليين المسنين (فوق سن 50 عامًا)، وجميع المجندات الإسرائيليات الأحياء. وفي المقابل، تفرج إسرائيل عن 30 طفلاً وامرأة فلسطينية مقابل كل مدني إسرائيلي تطلق سراحه. وإذا كان العدد الإجمالي للأطفال والنساء وكبار السن والمجندات الأحياء أقل من 33، فإنه سيتم تعويض هذا الفارق عن طريق إطلاق جثث القتلى من الإسرائيليين.
وعلى إسرائيل أن تسمح بدخول كميات "كافية" من المساعدات الإنسانية: 600 شاحنة يومياً، منها 300 إلى الشمال. ويشمل ذلك 50 شاحنة وقود "بما في ذلك الوقود اللازم لتشغيل محطة توليد الكهرباء والتجارة والمعدات اللازمة لإزالة الأنقاض وإعادة تأهيل وتشغيل المستشفيات والمراكز الصحية والمخابز في جميع مناطق قطاع غزة".
بالتزامن مع تبادل الأسرى، سيتمكن الفلسطينيون النازحون العزل من العودة إلى منازلهم في غزة، وستنسحب إسرائيل تدريجياً من بعض (وليس كل) أجزاء قطاع غزة. ولا تقوم إسرائيل بإجراء رحلات جوية عسكرية لمدة 10 إلى 12 ساعة يومياً.

### المرحلة الثانية
وفي المرحله الثانية، ستقوم حماس بإطلاق سراح جميع الإسرائيليين الذكور المتبقين على قيد الحياة، بما في ذلك المدنيين والجنود. وفي المقابل، ستطلق إسرائيل سراح عدد متفق عليه من الأسرى الفلسطينيين. وسيكون تبادل الأسرى مشروطاً بموافقة الطرفين على "الهدوء المستدام" وإعلانهما وانسحاب الجنود الإسرائيليين المتبقين من قطاع غزة.

### المرحلة الثالثة
في هذه المرحلة، ستقوم حماس بإطلاق سراح جميع رفات الأسرى الإسرائيليين المتوفين، مقابل قيام إسرائيل بالإفراج عن رفات الجثث الفلسطينية التي تحتجزها. ستقوم إسرائيل بإنهاء الحصار المفروض على قطاع غزة ولن تقوم حماس بإعادة بناء قدراتها العسكرية.

### الإشراف والضامنون
وبموجب الاقتراح، سيتم الإشراف على الأنشطة في قطاع غزة من قبل مصر وقطر والأمم المتحدة.
وسيتم ضمان الاقتراح وأحكامه من قبل قطر ومصر والولايات المتحدة والأمم المتحدة. وذكرت حماس أنها تلقت وعودًا بأن مصر وبايدن سيضمنان تنفيذ الصفقة.

## استجابات

### إسرائيل
وفي إسرائيل، دعت عائلات الأسرى الإسرائيليين الذين تحتجزهم حماس الولايات المتحدة إلى الضغط على نتنياهو لقبول الاقتراح المصري القطري. اندلعت الاحتجاجات في تل أبيب والقدس. أغلق المتظاهرون طريق أيالون السريع في تل أبيب، مطالبين الحكومة بالتوصل إلى اتفاق لتأمين إطلاق سراح الأسرى الإسرائيليين.
هدد وزير الأمن القومي إيتامار بن جفير ووزير المالية بتسلئيل سموتريش بالاستقالة إذا وافقت إسرائيل على اقتراح حكومة الحرب قبل تدمير حماس. وعرض زعيم المعارضة يائير لابيد دعم الحكومة إذا وُقع على الاقتراح. وتجمع الآلاف في تل أبيب في اليوم التالي للتعبير عن دعمهم للصفقة وانتقادهم لنتنياهو.

### فلسطين
بعد قبول حماس للاقتراح، تجمعت حشود للاحتفال في رفح، قطاع غزة. وعلى الجانب الفلسطيني، حظي الاقتراح بدعم الرئيس الفلسطيني محمود عباس. وأعرب سكان غزة العاديون عن تأييدهم للاقتراح.

### الولايات المتحدة
وقد شارك في التوقيع على الاقتراح الممثلان المؤيدان لإسرائيل براد شنايدر وستيني هوير والسناتور الناقد لإسرائيل بيتر ويلش والممثل جريج كازار. وأيد زعيم الأغلبية في مجلس الشيوخ تشاك شومر الصفقة. وقد عارض السيناتور ليندسي جراهام هذا الاقتراح، بحجة أن هزيمة حماس أمر غير قابل للتفاوض. وقال النائب مايك والتز إن حماس ستتعزز من خلال المناقشات المستمرة مع إسرائيل. أشارت النائبة مارجوري تايلور جرين إلى الخطة بأنها "حماس أولاً".

### دولي
ورحب الرئيس التركي رجب طيب أردوغان بقبول حماس للاقتراح المصري القطري وأعرب عن أمله في أن تفعل إسرائيل الشيء نفسه. وحث الرئيس الفرنسي إيمانويل ماكرون نتنياهو على التوصل إلى وقف إطلاق النار واتفاق الرهائن مع حماس. وأيد وزير الخارجية الإماراتي خليفة بن زايد آل نهيان الوساطات المصرية القطرية وأعرب عن أمله في أن يؤدي الاقتراح إلى إنهاء الحرب ومعاناة الفلسطينيين.
وقد تمت الموافقة على الاقتراح الإسرائيلي من قبل الرئيس الفرنسي إيمانويل ماكرون، ورئيس الوزراء الكندي جاستن ترودو، ورئيسة المفوضية الأوروبية أورسولا فون دير لاين، ودبلوماسيون من المملكة المتحدة وألمانيا.

## الاتفاق
وجرت هيكلة الاتفاق على ثلاث مراحل، حيث من المقرر أن تستمر المرحلة الأولية 42 يومًا. تضمنت المرحلة الأولى عدة أحكام رئيسية: إطلاق سراح 33 رهينة إسرائيليًا محتجزين لدى حماس والجماعات المتحالفة معها، مع إعطاء الأولوية للنساء والأطفال والأفراد الذين تزيد أعمارهم عن 50 عامًا وأولئك الذين يحتاجون إلى رعاية طبية. في المقابل، وافقت إسرائيل على إطلاق سراح مئات السجناء الفلسطينيين . ستنسحب قوات الدفاع الإسرائيلية من المناطق المأهولة بالسكان مع الحفاظ على مواقعها على طول الحدود بين مصر وغزة والحفاظ على منطقة عازلة على طول حاجز غزة وإسرائيل. سيُسمح للمدنيين الفلسطينيين بالعودة إلى شمال غزة، بموجب ترتيبات أمنية محددة.
وقد تم ترتيب عملية تبادل الأسرى بحيث تجري على ست دفعات منفصلة خلال المرحلة الأولى. وأشارت هيئة شؤون الأسرى والمحررين الفلسطينيين إلى أن عمليات التبادل الخمس الأولى سوف تشمل إطلاق سراح 100-120 أسيراً فلسطينياً مقابل كل ثلاثة أسرى إسرائيليين، مع التخطيط لتبادل أخير أكبر. ووعد الاتفاق بتقديم مساعدات إنسانية كبيرة لسكان غزة.
«الصليبُ الأحمر يسلَّم الرهائنَ الثلاثة المُفرجِ عنهُم مِن قِبل حركةِ حماس إلى الجيشِ الإسرائيلي في مساءِ يومِ الأحد 19 كانون الثاني/ يناير 2025»
ومن المقرر أن تبدأ المفاوضات بشأن المرحلتين الثانية والثالثة، الهادفة إلى إنهاء الصراع كاملًا، في اليوم السادس عشر من تنفيذ الاتفاق.

## الانتهاكات

### عمليات القتل الإسرائيلية للفلسطينيين في غزة
بين 20 يناير (بدء سريان الهدنة) وحتى 11 فبراير، قتلت إسرائيل 28 فلسطينيًا على الأقل في غزة بينهم أطفال.
- في 20 يناير: أبلغت الجزيرة عن مقتل 3 فلسطينيين وإصابة 8 آخرين بنيران إسرائيلية في رفح رغم الهدنة.[126] وفي إحدى هذه الحالات، فتحت القوات الإسرائيلية النار على زكريا بربخ البالغ من العمر 13 عامًا فقتلته، ثم أطلقت النار على السكان المحليين الذين حاولوا استعادة جثته.[127][128]
- في 21 يناير: أشارت وكالة وفا لإصابة شخصين بمسيّرة إسرائيلية ونيران في غزة.[129]
- في 22 يناير: قصفت زوارق إسرائيلية ساحل غزة.[130] وفي نفس اليوم، قُتل فلسطيني وأصيب آخرون أثناء إزالة الأنقاض في مخيم الشابورة برفح.[131] ادعت إسرائيل استهداف مسلحين من الجهاد الإسلامي بينهم أكرم عطف فرحان زنون.[132][133]
- في 23 يناير: قُتل فلسطينيان بقصف دبابات إسرائيلية في مخيم تل السلطان.[134]
- في 28 يناير: قُتل مدنيان بينهم طفل (5 أعوام) بهجمات إسرائيلية أثناء محاولة العودة لشمال غزة.[135]
- في 31 يناير: قتل البحرية الإسرائيلية الصياد ساهر وليد القرقان (19 عامًا) قرب مخيم النصيرات.[136]
- في 2 فبراير: استهدف غار جوي إسرائيلي مخيم النصيرات، مما أسفر عن مقتل طفل وإصابات.[137]
- في 5 فبراير: أعلن مستشفى ناصر استشهاد طفل (13 عامًا) بنيران إسرائيلية في رفح.[138]
- في 9 فبراير: قُتل 3 مدنيين بإطلاق نار إسرائيلي قرب ناحال عوز، بينما قتلت مسنة في القرارة شرق خان يونس.[139][140][141]
- في 10 فبراير: قُتل شاب برصاص إسرائيلي عند معبر كرم أبو سالم، وآخر في شجاعية، بينما أُصيب اثنان في الرفح.[142][143]
- في 11 فبراير: قتلت القوات الإسرائيلية الحاج حسني أبو طه وأصابت آخر غرب رفح.[144]

### عرقلة إسرائيلية للمساعدات
رغم تخفيف القيود على دخول الغذاء والماء بعد الهدنة، اتهمت الحكومة الإعلامية في غزة إسرائيل بتقييد إدخال الخيام والمعدات الثقيلة لإزالة الأنقاض، المنصوص عليها في الاتفاق. وأكد برنامج الأغذية العالمي استمرار بعض القيود.

### من جانب حماس
تأخرت حماس في تقديم قائمة أسماء الرهائن للإفراج عنهم، مما أدى لتأجيل تنفيذ الاتفاق 2 ساعة و45 دقيقة.
في 25 يناير: اتهمت إسرائيل حماس بالإفراج عن أسيرات عسكريات قبل المدنيات، مما دفعها لمنع عودة النازحين لشمال غزة حتى إطلاق أربيل يهود. ردت حماس بأنها "مشكلة فنية". وفي 26-27 يناير، أعلنت حماس إطلاق سراح ثلاثة رهائن في 30 يناير، فسمحت إسرائيل بعودة النازحين.
في 25 يناير: اتهمت إسرائيل حماس بعدم تقديم قائمة مفصلة بوضع الرهائن المتبقين. لكن القائمة سُلّمت لاحقًا.
في 10 فبراير: أعلنت حماس تعليق عمليات تبادل الأسرى ردًا على "انتهاكات إسرائيلية"، ووصف وزير الدفاع الإسرائيلي القرار بأنه "خرق كامل" للاتفاق.

## ردود الأفعال والاستجابات

### إسرائيل
فور الإعلان عن سريان اتفاق وقف إطلاق النار، قدم وزير الأمن إيتمار بن جفير ووزراء آخرون من حزب عظمة يهودية استقالتهم من الحكومة رفضًا للاتفاق.

### الولايات المتحدة
- أقر الرئيس الأمريكي المنتخب دونالد ترامب علنًا بالنجاح الذي حققته الصفقة في تبادل الرهائن على منصته تروث سوشل.[155]